# Szekely Aircraft Engine

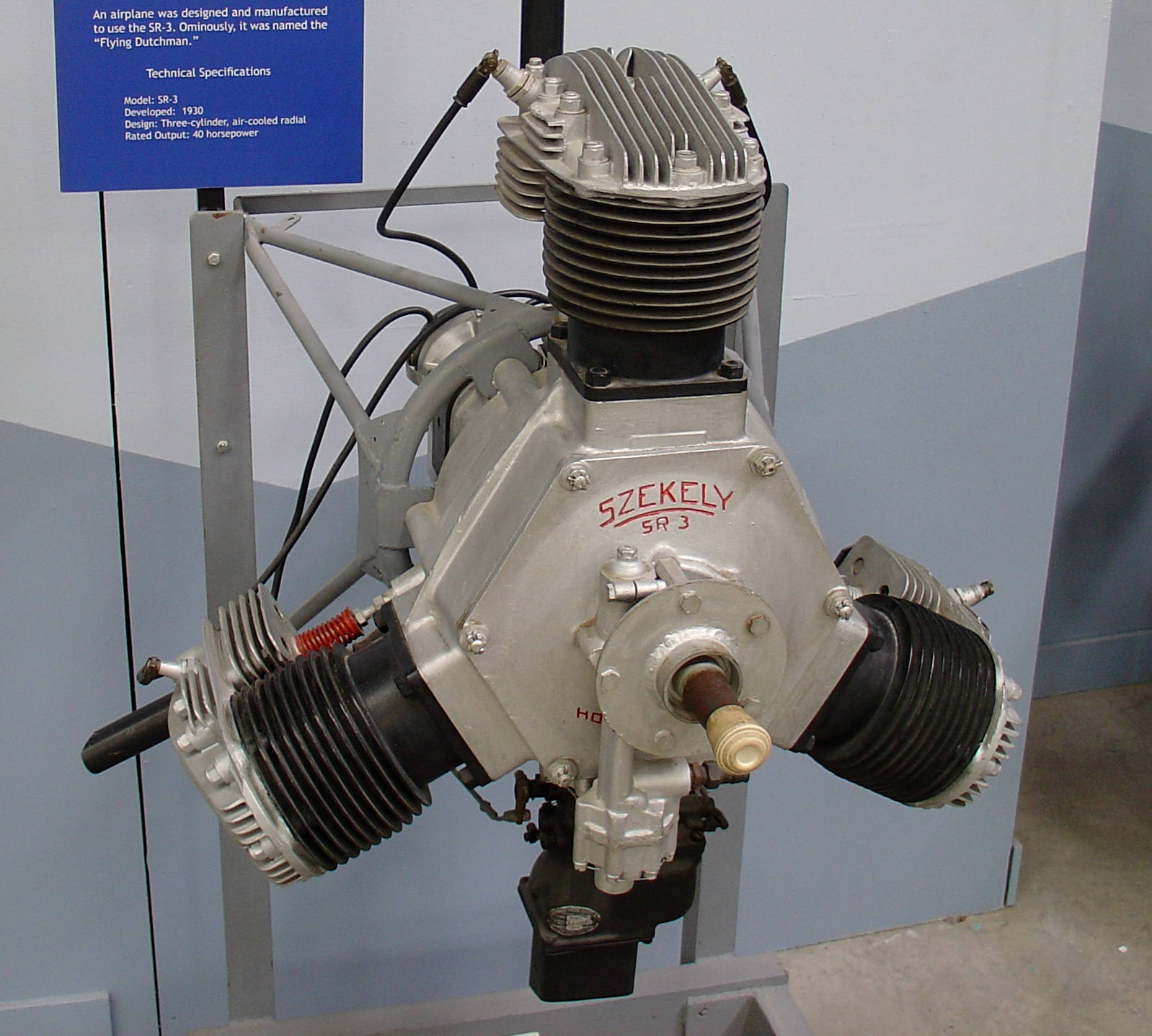
Szekely SR-3, 40-PS-Version

Die OE Szekely Corporation war ein US-amerikanisches Luftfahrtunternehmen mit Sitz in  Holland, Michigan. 
Sie wurde 1926 von Otto E. Szekely gegründet, um Triebwerke und Leichtflugzeuge zu bauen. Der Firmenname wurde kurz darauf in Szekely Aircraft Engine Co. geändert und der Flugzeugbau eingestellt. Das einzige Flugzeug, das bei Szekely gefertigt wurde, war der einsitzige Szekely V „Flying Dutchman“. Der fliegende Holländer wurde 1927 an der Universität von Detroit von Professor Peter Altman entworfen. Die Rechte wurden von Szekely gekauft, um das Flugzeug zu produzieren. Es wurde bis Anfang 1929 eine Serie von 21 Maschinen mit dem eigenen Motor SR-3 gefertigt.
Szekely wurden in erster Linie für ihre kleinen Dreizylinder-Sternmotoren der Serie SR-3 bekannt. Davon stellte Szekely mehr als 300 Exemplare her. 
Es wurden auch zwei Boxermotoren entwickelt, die jedoch nicht mehr zum Einsatz kamen. 1932 ging Szekely in Folge der Reklamationen ihrer SR-3-Motorenserie in Konkurs. Das Unternehmen wurde 1936 aufgelöst. Die Heath Aviation Co. in Benton Harbor, Michigan, übernahm den Service für bestehende Motor- und Flugzeugnutzer. Einige Motoren der Firma existieren noch, jedoch nur in Museumsqualität, wie zum Beispiel im Holland-Museum in Michigan.